# YIT
YIT Oyj est une entreprise finlandaise de construction proposant également des services liés à ce secteur économique. 
Les principaux marchés de YIT sont la Finlande, la Russie, les pays baltes, la République tchèque, la Slovaquie et la Pologne.
Fondée en 1912, elle est cotée à l'OMX Helsinki 25.

## Histoire
En juin 2013, YIT Corporation est divisée en deux sociétés cotées séparément: YIT, une entreprise de construction, et Caverion une nouvelle société de services immobiliers, . 
Le PDG de l'ancien YIT Juhani Pitkäkoski devient directeur de Caverion, tandis que le vice PDG Kari Kauniskangas est nommé PDG du nouvel YIT.
En juin 2017, on annonce la fusion de la société Lemminkäinen avec YIT. 
La société résultante doit générer un chiffre d’affaires annuel d’environ 3,4 milliards d’euros et employer environ 10 000 personnes dans 11 pays.
La fusion sera effective le 1er février 2018,,.

## Actionnaires
Au 30 septembre 2018, les actionnaires principaux de YIT sont:
| Actionnaire                        | %       |
| ---------------------------------- | ------- |
| Tercero Invest AB                  | 10,27 % |
| Varma                              | 7,55 %  |
| PNT Group Oy                       | 7,25 %  |
| Conficap Invest Oy                 | 7,25 %  |
| Heikki Pentti                      | 3,86 %  |
| Ilmarinen oy                       | 2,66 %  |
| Noora Forstén                      | 2,42 %  |
| Antti Herlin                       | 2,23 %  |
| Pentti Lauri Olli Samuel           | 1,61%   |
| Fonds de pension d'État finlandais | 1,55 %  |

### Direction
Les membres du conseil d'administration sont:
- Harri-Pekka Kaukonen (président 2018–)
- Eerö Heliövaara (vice président 2018–)
- Erkki Järvinen (2013–)
- Olli-Petteri Lehtinen (2018–)
- Inka Mero (2016–)
- Kristina Pentti von Wantzel (2018–)
- Tiina Tuomela (2017–)